# Francolinus streptophorus
Francolinus streptophorus là một loài chim trong họ Phasianidae.